# Leopold Andrian

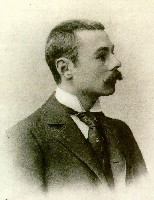
Leopold Andrian

Leopold Andrian, celým jménem svobodný pán Leopold Ferdinand Andrian - Werburg (9. května 1875 Berlín – 19. listopadu 1951 Fribourg), byl rakouský spisovatel a diplomat. Andrian patřil do okruhu básníků kolem Stefana George a Hugo von Hofmannsthala.

## Rodina
Leopold Andrian pocházel ze šlechtického rodu Andrian-Werburg. Jeho otec byl antropolog a geolog svobodný pánn Ferdinand Andrian-Werburg a matka Caecilie Meyerbeer byla dcerou skladatele Giacomo Meyerbeera. Měl sestru Gabrielu. V roce 1936 adoptoval Huga Belcrediho (* 13. května 1923 Líšeň).

## Život
V letech 1885 - 1887 chodil na jezuitské gymnázium v Kalksburgu, dnes součást Vídně. Od roku 1890 navštěvoval Schottengymnasium ve Vídni a maturoval zde v roce 1894. V letech 1895 - 1899 studoval práva na univerzitě ve Vídni. Po ukončení studia začal pracovat na ministerstvu zahraničních věcí. Po složení diplomatických zkoušek byl odeslán na velvyslanectví do Athén. V roce 1902 byl vyslán do Rio de Janeira, v roce 1905 krátce do Buenos Aires a pak na velvyslanectví do Petrohradu. V letech 1907 - 1908 byl legačním sekretářem v Bukurešti, následně v Athénách, Bukurešti a ve Vídni. V roce 1911 převzal vedení generálního konzulátu ve Varšavě.
V roce 1918 byl asi 4 měsíce intendantem vídeňského Burgtheater. V roce 1919 se stáhl do ústraní a publikoval v časopisech. Po anšlusu Rakouska emigroval přes Nice, Španělsko a Portugalsko do Brazílie. V roce 1945 se vrátil zpět do Evropy.

## Dílo
- Der Garten der Erkenntnis. povídka, Schmidt-Dengler, Graz 1895.
- Gedichte. De Zilverdistel, Haarlem 1913.
- Das Fest der Jugend. Des Gartens der Erkenntnis erster Teil und die Jugendgedichte. Fischer, Berlin 1919.
- Die Ständeordnung des Alls. Rationales Weltbild eines katholischen Dichters. Kösel & Pustet, München 1930.
- Österreich im Prisma der Idee. Katechismus der Führenden. Schmidt-Dengler, Graz 1937.
- Das Fest der Jugend. Die Jugendgedichte und ein Sonett. Schmidt-Dengler, Graz 1948.
- Leopold Andrian und die Blätter für die Kunst. Gedichte, Briefwechsel mit Stefan George und anderes. Hrsg. & Einleitung Walter H. Perl. Hauswedell, Hamburg 1960.
- Frühe Gedichte. Hrsg. Walter H. Perl. Hauswedell, Hamburg 1972.
- Fragmente aus "Erwin und Elmire". Hg., Einleitung & Kommentar Joëlle Stoupy. Castrum-Peregrini, Amsterdam 1993.
- Der Garten der Erkenntnis und andere (das sind: 1. Vorrede zur 4. Aufl. des GdE; 2. Hannibal, Romanzen-Zyklus; 3. Erwin und Elmire, Fragmente; 4. Erstdrucke in den Blättern für die Kunst; 5. Weitere Erstdrucke zu Lebzeiten; 6. Gedichte aus dem Nachlass; 7. Textnachweise, 8. Nachwort des Hg; sowie Zeittafel, Sekundärliteratur, Register der Gedichttitel und -anfänge) Dichtungen. Hrsg. & Nachwort Dieter Sudhoff. Igel, Oldenburg 2003 ISBN 3-89621-158-7.